# 饒思聰
饒思聰（1506年—1555年），字子聞，號湖田，江西新幹（今界埠鄉湖田村）人。明朝政治人物。

## 生平
嘉靖七年（1528年）戊子科江西鄉試第七十四名舉人。嘉靖八年（1529年）中式己丑科進士。任保定府（今河北保定市）推官。升刑部主事，十四年十二月恤刑南直隶，十五年十一月因张延龄案被降二级調外任。歷官保定府同知、山東按察司僉事、四川左參議，轉任山東按察司副使。三十一年十月以捕得江洋盗黄永忠、龚十八等，受赏银币。平定倭寇功，升任湖廣右參政、福建布政使。嘉靖三十四年（1555年）八月病逝。

## 家族
曾祖饒順亨；祖父饒登用；父饒貫之，母徐氏。重庆下。兄饒天惠（贡士）。